# Adam Papée
Adam Stanisław Papée (* 21. Juli 1895 in Lwów, Österreich-Ungarn; † 6. März 1990 in Bydgoszcz) war ein polnischer Säbelfechter und -funktionär.

## Leben
Adam Papée gewann 1930 in Lüttich bei den Weltmeisterschaften mit der Mannschaft Bronze. Viermal nahm er an Olympischen Spielen teil. 1924 schied er mit der Säbel-Mannschaft in der Vorrunde aus, während er 1928 in Amsterdam mit der polnischen Equipe die Finalrunde erreichte, die er hinter Italien und Ungarn auf dem dritten Platz abschloss. Gemeinsam mit Kazimierz Laskowski, Aleksander Małecki, Tadeusz Friedrich, Władysław Segda und Jerzy Zabielski erhielt er somit die Bronzemedaille. Bei den Olympischen Spielen 1932 in Los Angeles zog er mit der Mannschaft ein weiteres Mal in die Finalrunde ein, in der Polen erneut hinter Italien und Ungarn den dritten Platz belegte. Neben Papée gewannen Władysław Dobrowolski, Leszek Lubicz, Tadeusz Friedrich, Władysław Segda und Marian Suski Bronze. Seine einzige olympische Einzelteilnahme endete in der Halbfinalrunde. Vier Jahre darauf verpasste er mit der Mannschaft in Berlin als Vierter knapp einen weiteren Medaillengewinn. In den Jahren 1926, 1927, 1929 und 1932 wurde er polnischer Meister.
Papée war Gründungsmitglied des polnischen Fechtverbandes und von 1926 bis 1930 dessen Präsident. Daneben war er auch von 1923 bis 1973 auf nationaler Ebene sowie von 1930 bis 1960 auf internationaler Ebene als Wettkampfrichter tätig. 1914 trat er zu Beginn des Ersten Weltkriegs den Polnischen Legionen bei. Er wurde im Kriegsverlauf verwundet und erhielt zweimal das Tapferkeitskreuz, das Krzyż Walecznych. Nach dem Krieg studierte Papée Wirtschafts- und Rechtswissenschaften an der Jagiellonen-Universität, wo er auch promovierte. Während der deutschen Besetzung Polens beteiligte er sich 1944 gemeinsam mit zwei seiner Töchter am Warschauer Aufstand. Nach Kriegsende arbeitete er aktiv am Wiederaufbau der Sportstrukturen in Polen mit und begann sich neben seinen Funktionärstätigkeiten auch als Fechttrainer zu betätigen. Papée ist Träger des Ungarischen Verdienstordens und des Komturkreuzes des Orden Polonia Restituta.